# Sherilyn Fenn
Sherilyn Fenn, nascida Sheryl Ann Fenn (Detroit, 1 de fevereiro de 1965), é uma atriz norte-americana.
Ela ficou conhecida no início dos anos 90 por interpretar Audrey Horne na série de televisão Twin Peaks, pela qual foi indicada ao Emmy e ao Globo de Ouro. Também é mais conhecida por estrelar a série de comédia Rude Awakening, os filmes Two Moon Junction, Ruby, Of Mice and Men, Boxing Helena, e o telefilme Liz: The Elizabeth Taylor Story (como Elizabeth Taylor).
Em 2014, teve um papel recorrente na segunda temporada de Ray Donovan e interpretou a mãe de Brittany Murphy no polêmico telefilme The Brittany Murphy Story.

## Biografia
Sheryl (mais tarde "Sherilyn") é a caçula de três filhos, seus dois irmãos se chamam Leo Fenn (1961) e David Fenn (1963). Seus pais, Leo Fenn Sr. e Arlene Quatro, se divorciaram quando ela era muito jovem e os três filhos ficaram com a mãe. A família mudou-se muito ao redor de Michigan porque sua mãe se casou outras vezes. Essa infância pouco convencional foi algo desconfortável para Sherilyn, que "era sempre a nova garota". Quando Sherilyn tinha dezessete anos a família se estabeleceu em Beverly Hills, onde ela deveria ter terminado seu último ano do ensino médio na Beverly Hills High School, mas ao invés disso decidiu se matricular na escola de teatro Lee Strasberg´s Actor´s Studio. Aos dezoito anos começou a trabalhar profissionalmente, fazendo pequenos papéis em filmes e programas de televisão. Ela teve alguns professores de atuação, mas o que mais marcou sua vida foi Roy London, que ela se tornou aluna após ter feito o piloto de Twin Peaks.
É de ascendência italiana e húngara por parte de mãe e de ascendência irlandesa e francesa por parte de pai. Foi criada como católica. Sua família por parte de mãe é cheia de músicos: sua mãe fez parte da girl band de rock de garagem "The Pleasure Seekers" como tecladista, juntamente com suas tias Suzi Quatro (baixo), Patti Quatro (guitarra) e Nancy Quatro (vocal), seu avô Art Quatro era um músico de jazz, e seu tio Mike Quatro é um tecladista e compositor. Seu pai foi gerente de bandas como The Pleasure Seekers, Alice Cooper, e The Billion Dollar Babies. Seu irmão Leo já trabalhou como ator.

## Vida pessoal
Em 1985, conheceu o ator Johnny Depp nos bastidores do curta-metragem Dummies e eles começaram a namorar, chegaram a ficar noivos mas terminaram após três anos e meio juntos.
Em 15 de dezembro de 1993, deu à luz seu primeiro filho Myles Maximillian Holliday. Em 1994, ela se casou com o pai de Myles, o músico Toulouse Holliday. Em 1997, o casal se divorciou.
Em 6 de agosto de 2007, deu à luz seu segundo filho Christian James Stewart. O pai é seu ex-namorado Dylan Stewart (2006–2013), um freelancer filho do roteirista e diretor Douglas Day Stewart.
Em janeiro de 2009, abriu um blog pessoal chamado "Postcards from the Ledge", onde posta como Sherilyn Shines e escreve sobre diversas experiências de sua vida.

## Reconhecimento
- Foi capa das revistas New York, Rolling Stone (outubro de 1990 junto com Mädchen Amick e Lara Flynn Boyle),[15] Playboy (dezembro de 1990),[6] Entertainment Weekly, The Face, Details, Sky (julho de 1992),[16] Harper's Bazaar e Orange Coast (janeiro de 1999).[8]
- Em 14 de maio de 1990, foi mencionada pela US Magazine como uma das "10 Mulheres Mais Bonitas do Mundo".[17]
- Em 7 de junho de 1991, foi mencionada pela People como uma das "50 Pessoas Mais Bonitas do Mundo".[18]
- Em 1991–1992, posou para o fotógrafo Steven Meisel para a campanha outono-inverno da Dolce & Gabbana.[19]
- Em 1992, posou para o fotógrafo George Hurrell.[20]
- Em 1993, o cantor e compositor Screamin' Jay Hawkins escreveu e gravou a canção "Sherilyn Fenn", faixa 9 de seu álbum Stone Crazy. A canção é um Ode para Fenn, que trabalhou com Hawkins em Two Moon Junction.[21]
- Em 1995, foi mencionada pela banda de punk rock Lagwagon na canção "Razor Burn" do álbum Hoss.[22]
- Em 1995, foi mencionada pela FHM como uma das "100 Mulheres Mais Sexies do Mundo" (#10).[23]
- Em 1996, foi mencionada pelo Daily Mirror como uma das "100 Mulheres Mais Bonitas do Mundo", e pela Femme Fatales como uma das "50 Mais Sexies Atrizes Sci-fi".[24]
- Sherilyn Fenn inspirou a banda norueguesa de hard rock Audrey Horne, formada em 2002, em homenagem a sua personagem em Twin Peaks.

## Filmografia
| Televisão | Televisão                         | Televisão                      | Televisão                                                                                            |
| Ano       | Título                            | Papel                          | Notas                                                                                                |
| --------- | --------------------------------- | ------------------------------ | --- |
| 2017      | Twin Peaks                        | Audrey Horne                   | [ 25 ]                                                                                               |
| 2014      | Ray Donovan                       | Donna Cochran                  | Temporada 2, Recorrente                                                                              |
| 2014      | CSI: Crime Scene Investigation    | Madame Suzanne                 | Temporada 14, Episódio 15                                                                            |
| 2013      | Magic City                        | Madame Renee                   | Temporada 2, Episódio 1, 5, 7, e 8                                                                   |
| 2012      | Project: Phoenix                  | Ellena Hyland                  | Websérie, Episódio piloto                                                                            |
| 2010      | Psych                             | Maudette Hornsby               | Temporada 5, Episódio 12                                                                             |
| 2009      | In Plain Sight                    | Helen Trask                    | Temporada 2, Episódio 13                                                                             |
| 2008      | House M.D.                        | Sra. Soellner                  | Temporada 5, Episódio 11                                                                             |
| 2006      | Smith                             | Debbie Turkenson               | Episódio 6                                                                                           |
| 2006      | CSI: Miami                        | Gwen Creighton                 | Temporada 4, Episódio 22                                                                             |
| 2006      | Three Moons Over Milford          | Janet Davis                    | Episódio piloto (não exibido)                                                                        |
| 2005      | The 4400                          | Jean DeLynn Baker              | Temporada 2, Episódio 7                                                                              |
| 2005      | Judging Amy                       | Heather Reid                   | Temporada 6, Episódio 22                                                                             |
| 2004      | Mister Ed                         | Carlotta Pope                  | Episódio piloto (não exibido)                                                                        |
| 2004      | Century City                      | Bree Clemens                   | Episódio 7                                                                                           |
| 2004      | NCIS                              | Jane Doe / Suzzanne McNeil     | Temporada 1, Episódio 10                                                                             |
| 2003–2004 | Boston Public                     | Violet Montgomery              | Temporada 4, Episódios 5, 6, 11 e 15                                                                 |
| 2003–2007 | Gilmore Girls                     | Anna Nardini / Sasha           | Temporada 3, Episódio 21 Temporada 6, Episódios 11, 12, 17 e 20 Temporada 7, Episódios 4, 9, 10 e 12 |
| 2002      | Law & Order: Special Victims Unit | Gloria Stanfield               | Temporada 4, Episódio 2                                                                              |
| 2002      | Birds of Prey                     | Arlequina                      | Episódio piloto (original)                                                                           |
| 2002      | Dawson's Creek                    | Alex Pearl                     | Temporada 5, Episódios 20, 21 e 22                                                                   |
| 2002      | Watching Ellie                    | Vanessa                        | Temporada 1, Episódios 5 e 7                                                                         |
| 2001      | Night Visions                     | Charlotte                      | Episódio 4                                                                                           |
| 2001      | The Outer Limits                  | Nora Griffiths / Clone de Nora | Temporada 7, Episódio 7                                                                              |
| 1997      | Cupid                             | Helen Davis                    | Episódio 7                                                                                           |
| 1998-2001 | Rude Awakening                    | Billie Frank                   | Elenco principal, 55 episódios                                                                       |
| 1997      | Prey                              | Dra. Sloan Larkin              | Episódio piloto (original)                                                                           |
| 1997      | Friends                           | Ginger                         | Temporada 3, Episódio 14                                                                             |
| 1995      | Tales from the Crypt              | Erika                          | Temporada 6, Episódio 15                                                                             |
| 1990–1991 | Twin Peaks                        | Audrey Horne                   | Elenco principal                                                                                     |
| 1989      | TV 101                            | Robin Zimmer                   | Episódios 7 e 8                                                                                      |
| 1988      | ABC Afterschool Special           | Beth                           | Temporada 17, Episódio 2                                                                             |
| 1987      | 21 Jump Street                    | Diane Nelson                   | Temporada 1, Episódio 8                                                                              |
| 1986      | Heart of the City                 | Lisa                           | Episódio 9                                                                                           |
| 1985      | Cheers                            | Gabrielle                      | Temporada 4, Episódio 4                                                                              |

| Cinema | Cinema                                            | Cinema                         | Cinema                                 |
| Ano    | Título                                            | Papel                          | Notas                                  |
| ------ | ------------------------------------------------- | ------------------------------ | -------------------------------------- |
| 2015   | Unnatural                                         | Dra. Hannah Lindval            |                                        |
| 2014   | The Brittany Murphy Story                         | Sharon Murphy                  | Telefilme                              |
| 2013   | Raze                                              | Elizabeth                      |                                        |
| 2012   | Bigfoot                                           | Xerife Becky Alvarez           | Telefilme                              |
| 2009   | The Scenesters                                    | A.D.A. Barbara Dietrichson     |                                        |
| 2009   | Fist of the Warrior                               | Katie Barnes                   |                                        |
| 2007   | Treasure Raiders                                  | Lena                           |                                        |
| 2007   | The Dukes of Hazzard: The Beginning               | Lulu Hogg                      | Telefilme                              |
| 2006   | Novel Romance                                     | Liza Normane Stewart           |                                        |
| 2006   | Presumed Dead                                     | Mary Anne 'Coop' Cooper        | Telefilme                              |
| 2006   | Whitepaddy                                        | Karen Greenly                  |                                        |
| 2005   | Deadly Isolation                                  | Susan Mandaway                 | Telefilme                              |
| 2005   | Officer Down                                      | Detetive Kathryn Shaughnessy   | Telefilme                              |
| 2004   | Pop Rocks                                         | Allison Harden                 | Telefilme                              |
| 2004   | Cavedweller                                       | M.T.                           | Telefilme                              |
| 2003   | Dream Warrior                                     | Sterling                       |                                        |
| 2003   | Nightwaves                                        | Shelby Naylor                  | Telefilme                              |
| 2003   | The United States of Leland                       | Angela Calderon                |                                        |
| 2002   | Scent of Danger                                   | Brenna Shaw                    | Telefilme                              |
| 2002   | Swindle                                           | Sophie Zenn                    |                                        |
| 2001   | Off Season                                        | Patty Winslow                  | Telefilme                              |
| 2001   | Blind Men                                         | ...                            | Telefilme                              |
| 2000   | Cement                                            | Lyndel Holt                    |                                        |
| 1999   | Darkness Falls                                    | Sally Driscoll                 |                                        |
| 1999   | Love American Style                               | Nancy                          | Segmento: "Love And The Jealous Lover" |
| 1998   | Outside Ozona                                     | Marcy Duggan Rice              |                                        |
| 1998   | Nightmare Street                                  | Joanna Burke / Sarah Randolph  | Telefilme                              |
| 1998   | The Shadow Men                                    | Dez Wilson                     |                                        |
| 1997   | The Don's Analyst                                 | Isabella Leoni                 | Telefilme                              |
| 1997   | Lovelife                                          | Molly                          |                                        |
| 1997   | Just Write                                        | Amanda Clark                   |                                        |
| 1996   | The Assassination File                            | Lauren Jacobs                  | Telefilme                              |
| 1996   | A Season in Purgatory                             | Kit Bradley                    | Telefilme                              |
| 1995   | Slave of Dreams                                   | Zulaikha                       | Telefilme                              |
| 1995   | Liz: The Elizabeth Taylor Story                   | Elizabeth Taylor               | Telefilme                              |
| 1994   | Spring Awakening                                  | Margie                         | Telefilme                              |
| 1993   | Fatal Instinct                                    | Laura Lincolnberry             |                                        |
| 1993   | Three of Hearts                                   | Ellen Armstrong                |                                        |
| 1993   | Boxing Helena                                     | Helena                         |                                        |
| 1992   | Of Mice and Men                                   | Esposa de Curley               |                                        |
| 1992   | Ruby                                              | Sheryl Ann 'Candy Cane' DuJean |                                        |
| 1991   | Diary of a Hitman                                 | Jain                           |                                        |
| 1991   | Desire and Hell at Sunset Motel                   | Bridget 'Bridey' DeSoto        |                                        |
| 1991   | Dillinger                                         | Billie Frechette               | Telefilme                              |
| 1990   | Backstreet Dreams                                 | Lucy                           |                                        |
| 1990   | Wild at Heart                                     | Moça no acidente               |                                        |
| 1990   | Meridian: Kiss of the Beast                       | Catherine Bomarzini            |                                        |
| 1989   | True Blood                                        | Jennifer Scott                 |                                        |
| 1989   | Crime Zone                                        | Helen                          |                                        |
| 1988   | Divided We Stand                                  | Lorraine                       | Telefilme                              |
| 1988   | Two Moon Junction                                 | April Delongpre                |                                        |
| 1987   | Tales from the Hollywood Hills: A Table at Ciro's | Betty                          | Telefilme                              |
| 1987   | Zombie High                                       | Suzi                           |                                        |
| 1986   | The Wraith                                        | Keri Johnson                   |                                        |
| 1986   | Thrashin'                                         | Velvet                         |                                        |
| 1985   | Dummies                                           | ...                            | Curta-metragem AFI                     |
| 1985   | Out of Control                                    | Katie                          |                                        |
| 1985   | Just One of the Guys                              | Sandy                          |                                        |
| 1984   | Silence of the Heart                              | Monica                         |                                        |
| 1984   | The Wild Life                                     | Penny Harlin                   |                                        |

### Webséries
- 2012: Project: Phoenix (Episódio piloto como Elena Hyland)[29]